# خالد البوقرعي
خالد البوقرعي هو سياسي ونائب برلماني مغربي وقيادي في حزب العدالة والتنمية، وُلد في عام 1974 في مدينة تازة في المغرب، وهو الأمين العام لحركة شبيبة العدالة والتنمية.و مدير عدة مدارس خاصة.

## نشأته وحياته
وُلد خالد البوقرعي في عام 1974 في مدينة تازة الواقعة في شمال المغرب، واهتم بالعمل السياسي في سن مبكرة فكان عضوًا نشطًا في الحركة الطلابية، وكان ينتمي للتيار المحافظ والديمقراطي، قبل أن يقترب من حركة التوحيد والإصلاح المحافظة، وفي تسعينيات القرن العشرين انضم غلى حزب العدالة والتنمية.

## مسيرته المهنية والسياسية
انتُخب خالد البوقرعي عضوًا في مجلس النواب المغربي في الانتخابات التشريعية المغربية لعام 2011 وحتى عام 2016 كممثل لحزب العدالة والتنمية عن دائرة مدينة الحاجب، وعضو في الكتلة البرلمانية لنفس الحزب، وكان عضوًا في لجنة العدل والتشريع وحقوق الغنسان بالبرلمان المغربي، ثُم أعيد انتخابه لفترة ثانية في الانتخابات التشريعية المغربية لعام 2016 وحتى عام 2021 كممثل لحزب العدالة والتنمية عن دائرة مدينة الحاجب، وعضو في الكتلة البرلمانية لنفس الحزب، وكان عضوًا في لجنة الشؤون الخارجية والدفاع الوطني والشؤون الإسلامية والمغاربة المقيمين في الخارج بالبرلمان المغربي، كما كان عضوًا في الاتحاد البرلماني العربي التابع لمنظمة جامعة الدول العربية. وفي عام 2021 قررت اللجنة المركزية للانتخابات في حزب العدالة والتنمية استبعاد خالد البوقرعي من لائحة مرشحي الحزب مما ترتب عليه حرمانه من خوض الانتخابات التشريعية المغربية لعام 2021 كممثل للحزب. وعلى الرغم من ذلك، فقد انتُخب خالد البوقرعي في نفس العام أمينًا عامًّا لحركة الشبيبة في حزب العدالة والتنمية.